# Un Verano Sin Ti
Un Verano Sin Ti (Een zomer zonder jou) is het vierde solo-studioalbum, en vijfde overal, van de Puerto Ricaanse rapper en zanger Bad Bunny. Het album werd op 6 mei 2022 uitgebracht door Rimas Entertainment na de release van zijn vorige plaat El Último Tour Del Mundo (2020). Het album bestaat uit drieëntwintig nummers en is in de eerste plaats een reggaeton-, cumbia- en indiepopplaat, en bevat gastoptredens van Bomba Estéreo, Buscabulla, Chenco Corleone, Jhayco, Rauw Alejandro en Tony Dize.

## Commercieel succes
Un Verano Sin Ti, een kritisch en commercieel succes, debuteerde bovenaan de Amerikaanse Billboard 200. Hierdoor werd het nog maar het tweede volledige Spaanstalige album dat bovenaan de Amerikaanse charts stond. Het album haalde nog records binnen. Het was het eerste album van een Latijns-Amerikaanse artiest dat 10 miljard streams op Spotify bereikte. Bij de 23e jaarlijkse Latin Grammy Awards won Un Verano Sin Ti het beste urban muziekalbum, terwijl het bij de jaarlijkse Grammy Awards het eerste Spaanstalige album werd dat een Grammy-nominatie verdiende voor Album van het jaar. Ook won Bad Bunny voor het tweede jaar op rij in de nieuwere categorie Best Urban Music Album.
Het album was het meest gestreamde album op Spotify van het jaar 2022 en 2023. Ook is het met inmiddels 18 miljard streams het meest beluisterde album ooit, op ruime afstand van nummer twee Starboy van The Weeknd.
Naast de landen op het Amerikaanse continent deed Un Verano Sin Ti het ook goed in de hitlijsten van Europa. Zo behaalde het de derde plek in Zwitserland, de vijfde plek in Nederland en plek 25 in Vlaanderen.

## Artwork
De Platenhoes voor Un Verano Sin Ti vertoont een droevig hart met één oog, met op de achtergrond een levendige strandomgeving met de lichtblauwe oceaan, stralende zonsondergang, palmbomen, vrolijke dolfijnen en roze bloemen, ontworpen door de in LA gevestigde kunstenaar en grafisch ontwerper Adrian Hernandez, met wie Bad Bunny een vriendschap heeft sinds 2018. Hoewel de platenhoes door Hernandez zelf ontwerpen, beweert Bad bunny dat het idee van hemzelf was. De hoes werd officieel onthuld op 4 mei 2022, slechts twee dagen voor de officiële release van het album.

## Awards en nominaties
Un Verano Sin Ti is de eerste Spaanstalige album genomineerd voor de Grammy Award voor Album van Jaar.
| Prijs                           | Jaar | Categorie                        | Resultaat   | Ref.   |
| ------------------------------- | ---- | -------------------------------- | ----------- | ------ |
| American Music Awards           | 2022 | Favoriete Latin Album            | Gewonnen    | [ 9 ]  |
| American Music Awards           | 2022 | Favoriete Pop Album              | Genomineerd | [ 10 ] |
| Billboard Latin Music Awards    | 2022 | Top Latijns Album van het Jaar   | Gewonnen    | [ 11 ] |
| Billboard Latin Music Awards    | 2022 | Latijns Ritme Album van het Jaar | Gewonnen    | [ 11 ] |
| Grammy Awards                   | 2023 | Beste Música Urbana Album        | Gewonnen    | [ 12 ] |
| Grammy Awards                   | 2023 | Album van het Jaar               | Genomineerd | [ 12 ] |
| Latin Grammy Awards             | 2022 | Beste Música Urbana Album        | Gewonnen    | [ 13 ] |
| Latin Grammy Awards             | 2022 | Album van het Jaar               | Genomineerd | [ 13 ] |
| MTV Video Music Awards          | 2022 | Album van het Jaar               | Genomineerd | [ 14 ] |
| People's Choice Awards          | 2022 | Het Album van 2022               | Genomineerd | [ 15 ] |
| Rolling Stone en Español Awards | 2023 | Album van het Jaar               | Genomineerd | [ 16 ] |

## Tracklist
Alle liedjes zijn geschreven door Benito Martinez, behalve waar vermeld.

| 1.                 | Moscow Mule                            |                                       | MAG, La Paciencia, Mick, Scott                     | 4:05 |
| 2.                 | Después de la Playa                    |                                       | MAG, La Paciencia, Elikai, Dahian el Apechao       | 3:50 |
| 3.                 | Me Porto Bonito (met Chencho Corleone) | Martínez, Orlando Valle               | MAG, Súbelo NEO, La Paciencia, Lennex              | 2:58 |
| 4.                 | Tití Me Preguntó                       |                                       | MAG, La Paciencia                                  | 4:03 |
| 5.                 | Un Ratito                              |                                       | Tainy, La Paciencia, Misael de la Cruz             | 2:56 |
| 6.                 | Yo No Soy Celoso                       |                                       | Tainy, La Paciencia, Richie                        | 3:50 |
| 7.                 | Tarot (met Jhayco)                     | Martínez, Jesús Nieves                | Tainy, La Paciencia, Albert Hype, Jota Rosa        | 3:57 |
| 8.                 | Neverita                               |                                       | Tainy, La Paciencia, Cheo Legendary                | 2:53 |
| 9.                 | La Corriente (met Tony Dize)           | Martínez, Antonio Feliciano           | MAG, Demy & Clipz, Súbelo NEO, Tainy, La Paciencia | 3:18 |
| 10.                | Efecto                                 |                                       | MAG, La Paciencia, Bass Charity                    | 3:33 |
| 11.                | Party (met Rauw Alejandro)             | Martínez, Raúl Ocasio, Elena Rose     | Tainy, La Paciencia, Jota Rosa, Albert Hype, Richi | 3:47 |
| 12.                | Aguacero                               |                                       | MAG, La Paciencia, Byrd                            | 3:30 |
| 13.                | Enséñame a Bailar                      |                                       | MAG, La Paciencia                                  | 2:56 |
| 14.                | Ojitos Lindos (met Bomba Estéreo)      | Martínez, Liliana Saumet, Simón Mejía | Tainy, La Paciencia, Mvsis                         | 4:18 |
| 15.                | Dos Mil 16                             |                                       | MAG, La Paciencia, MXV, C-Gutta, Hide Miyabi       | 3:28 |
| 16.                | El Apagón                              |                                       | MAG, La Paciencia                                  | 3:21 |
| 17.                | Otro Atardecer (met the Marías)        | Martínez, María Zardoya, Josh Conway  | MAG, La Paciencia, Zulia                           | 4:04 |
| 18.                | Un Coco                                |                                       | MAG, La Paciencia, Magicenelbeat                   | 3:16 |
| 19.                | Andrea (with Buscabulla)               |                                       | MAG, Mick, Scott                                   | 5:39 |
| 20.                | Me Fui de Vacaciones                   |                                       | Tainy, La Paciencia, Richi                         | 3:00 |
| 21.                | Un Verano Sin Ti                       |                                       | La Paciencia, Mora, Haze                           | 2:28 |
| 22.                | Agosto                                 |                                       | MAG, La Paciencia, Hassi                           | 2:19 |
| 23.                | Callaíta                               |                                       | Tainy                                              | 4:10 |
| Totale duur: 81:53 |                                        |                                       |                                                    |      |